# Alfrēds Bīlmanis
Alfrēds Bīlmanis (ur. 2 lutego 1887 w Rydze, zm. 26 lipca 1948 w Rehoboth Beach w stanie Delaware) – łotewski dyplomata i polityk, doktor nauk historycznych, działacz emigracyjny w USA. 

## Życiorys
Po ukończeniu gimnazjum klasycznego w Rydze, studiował historię na Uniwersytecie Moskiewskim (1905–1910). W 1925 obronił pracę doktorską na Uniwersytecie Stefana Batorego poświęconą prawu salickiemu (Położenie kobiet i dzieci na podstawie „Lex Salica” i „Capitualria”).
Od 1926 należał do korporacji akademickiej „Fraternitas Livonica”. 
W latach 1910–1912 odbywał służbę wojskową w armii rosyjskiej, następnie zaś pracował jako nauczyciel na Kaukazie i Wołyniu (1912-1914). Po wybuchu wojny ponownie zmobilizowany, walczył w stopniu oficera. Od 1918 do 1920 pracował jako nauczyciel w Równem. 
Po 1920 zatrudnił się w Ministerstwie Spraw Zagranicznych Republiki Łotewskiej. Był m.in. kierownikiem Biura Prasowego MSZ. W 1927 został przedstawicielem dyplomatycznym Łotwy przy Lidze Narodów. W latach 1932–1935 był posłem w Moskwie, a od 1935 reprezentował kraj w Waszyngtonie jako minister pełnomocny. 
21 lipca 1940 wystosował notę do rządu USA informującą o bezprawności wyborów do tzw. Sejmu Ludowego na Łotwie i ewentualnego przyłączenia kraju do ZSRR, na co Sumner Welles oświadczył, że USA nadal uznają Łotwę de facto i de iure. Pozostał w USA, gdzie działał na rzecz międzynarodowego uznania niepodległości Łotwy. Wydał prace: „Latvia in the making” (1928), „Latvia in the present world crisis. Facts and figures” (1942), „Latvian – Russian Relations. Documents” (1944), „Baltic essays” (1945), „Latvia as an independent state” (1947), „History of Latvia” (1951; pośmiertnie). 
Jako łotewski polityk był uważany za osobę niezwykle przyjazną Polsce. Wydał książkę „Krótka historia Polski” (1923). Napisał książkę o Józefie Piłsudskim. 
Odznaczony Orderem Trzech Gwiazd II i III klasy. 
Żonaty z Polką Haliną Bīlmane z d. Salnicką (1893–1979), ślub wzięli w 1919 w Tuczynie. 
Krewny Ceronis Bīlmanis powołał na emigracji Fundację im. Alfrēdsa Bīlmanisa, a także specjalne stypendium dla adeptów dziennikarstwa.